# 探偵ボーズ21休さん
『探偵ボーズ21休さん』（たんていボーズにじゅういっきゅうさん）は、原作：新徳丸（新保博久・徳山諄一）、作画：三浦とりのによる日本の漫画作品。『週刊少年チャンピオン』（秋田書店）にて、1997年20号から1998年35号まで連載された。単行本は全7巻。
原作者（本作では「トリックプランナー」）の新徳丸の正体は連載当時は明かされていなかった。

## 作品概要
とんちで有名な一休さん（一休宗純、1394-1481）の21代目の末裔である中学2年生の少年僧、一休が、所々で起きる難事件を解決する。ほかのレギュラーキャラクターに、一休のいとこで幼なじみの二階堂紗世美（さよちゃん）や、一休のことを信頼する警視庁の蜷川警部らがいる。基本的に倒叙もの（『古畑任三郎』や『刑事コロンボ』のように、冒頭で犯人が事件を起こし、読者・視聴者が犯人を知っている状態で探偵役が犯人に迫るミステリーの一形式）のスタイルを採用していることがほかのミステリー漫画と一線を画す本作の最大の特徴である。
探偵役である一休の決め台詞は「あの方の心には闇がございます」。犯人のちょっとしたミスや不自然な行動などから一休が犯人の目星をつけた際、多くは蜷川警部の前でこの台詞が発せられ、以降、一休が推理によって、またときには罠を仕掛けるなどして、犯人を追い詰めていく。
なおタイトルこそ「21休さん」だが、この漫画作品に探偵役として登場するのはあくまでも21代目の一休であり、一休が作中で「21休さん」と呼ばれたりすることはない。

## 原作者と作画者
原作者（トリックプランナー）の新徳丸（しんとくまる）はミステリー評論家の新保博久と、徳山諄一（コンビ作家岡嶋二人の1人）による覆面ユニットであった。
またトリックの創案には連載初期より逆密室（慶應義塾大学推理小説同好会出身者による創作集団）の杉江松恋、川出正樹、村上貴史らも参加していた。単行本5巻〜7巻の扉ページではトリックプランナーは「新徳丸with逆密室」と表記されている（ただし表紙や奥付には「逆密室」の表記はない）。連載時には、第30回（「爆弾魔はメルヘンで倒せ」第2話、1997年53号）からトリックプランナーが「新徳丸with逆密室」名義になった。
作画の三浦とりの（みうら とりの）は1994年、『週刊少年チャンピオン』第43回新人まんが賞で「百月鳥野」名義の「サイコチェイサー」（未発表）が佳作に選ばれたのち、1995年、同誌に「はいぱ〜ボーズ燕雀くん」（前後編、31号・32号）が掲載されデビューした。1997年〜1998年の『探偵ボーズ21休さん』が初連載作品だが、その後の活動はみられない。

## 作品誕生の経緯と原稿完成までの流れ
先行して少年誌で連載が始まっていた『金田一少年の事件簿』（『週刊少年マガジン』、1992年連載開始）や『名探偵コナン』（『週刊少年サンデー』、1994年連載開始）のヒットを受け、『週刊少年チャンピオン』の編集部がミステリー漫画の原作を書ける人物を探し始めたところから、本作の企画がスタートした。
何人かの紹介を経て、まずは新保博久に声が掛かる。そして新保が徳山諄一に声を掛け、この2人で「新徳丸」として原作を手掛けることとなった。なお2人に話が来た時点で、「21休さん」（21代目一休）というキャラクターや基本設定はすでに作り上げられており、倒叙もののスタイルを採ったのも編集部側の意向であった。倒叙形式を編集部が提案したのは、主人公の前に次々と強敵が現れ、それを倒していくという少年漫画の王道をミステリー漫画に当てはめると、倒叙ものという形になるのではないかという考えからであった。
実際の進行に際しては、新徳丸の2人と編集者の会議により、まずストーリー展開が決定された。トリックも含めた全体のアイディアがまとまると新徳丸がシノプシスを書き、それを受けて作画担当の三浦とりのがネームを描く。それに対して新徳丸側が、『「こういうふうに描かれては困る」とか、いろいろ口を突っ込み』、三浦が最終的な原稿にまで仕上げていった。
三浦が原作にはないストーリー展開を追加することもあった。たとえば、「誘拐犯はポケベルで笑う」第9話で犯人が警察の監視の目をすり抜けるために自身の替え玉を用意する展開は原作にはなかった部分である。
トリックの多くは徳山が発想したものだった。徳山が最初のきっかけとなる案を出し、それに新保が「ツッコミ」を入れていくことで次第に形にまとまっていく、という流れで本作のトリックは生み出されていたという。
第2エピソード「死体もあるよコンビニは」は、新保がクイズ番組「マジカル頭脳パワー!!」内のミニ推理ドラマコーナー「マジカルミステリー劇場」の原案スタッフの1人だった際に考え付いていた設定を使用したものであった。

## 登場人物
十法寺一休（じゅっぽうじ いっきゅう）
本作の主人公。中学2年生の少年僧侶。一休さんの21代目の末裔であり、卓越した洞察力・推理力を持つ。
京都の寺から、叔父が住職を務める東京の明渓寺まで徒歩ではるばるやってきた。
明渓寺にたどり着く直前、第1エピソード「HOT&COOL」および第2エピソード「死体もあるよコンビニは」の事件現場に偶然立ち合わせ、刑事たちの前でその推理力を発揮。それ以来、蜷川警部からの信頼を得る。
東京では蓮池中学校に通う。学校でも冬のスキー場でも常に法衣姿である。
二階堂紗世美（にかいどう さよみ）
東京郊外、阿弥陀町（あみだちょう）にある明渓寺の住職、二階堂光念の次女。一休のいとこであり、幼なじみでもある。
蓮池中学校では一休と同じ2年B組。一休からは「さよちゃん」と呼ばれている。一休のことは「一休くん」と呼ぶ。
蜷川（にながわ）警部
警視庁の刑事。若くして警部になったエリートだが、事件現場に自ら足を運ぶことを好む。一休のよき理解者。
自己流の花札占いが趣味の1つ。また、キセルを愛用している。
母方の祖父がイギリス人であり、14歳までロンドンで育った。

## エピソード一覧
全12エピソード。
- 「HOT&COOL」（第1回） - 1巻裏表紙では事件名「消えた自動車泥棒事件」
- 「死体もあるよコンビニは」（第2〜8回）
- 「一二の三は一二三」（第9・10回） - 2巻裏表紙では事件名「謎の恋文暗号事件」
- 「殺人強化ゼミナール」（第11〜18回）
- 「誘拐犯はポケベルで笑う」（第19〜28回）
- 「爆弾魔はメルヘンで倒せ」（第29〜32回）
- 「足跡にご用心」（第33回）
- 「アリバイは舞台の上で」（第34〜37回）
- 「シュプールの果てに眠れ」（第38〜45回）
- 「ピザが好きな死体」（第46〜50回）
- 「ウェディングベルは弔いの鐘」（第51〜54回）
- 「母に捧げる殺人バラード」（第55〜61回）

「誘拐犯はポケベルで笑う」最終話（第28回）と「爆弾魔はメルヘンで倒せ」第1話（第29回）の間に2週間の休載があった（1997年50号、51号）。

## 書誌情報
『探偵ボーズ21休さん』（少年チャンピオン・コミックス、秋田書店、全7巻）
トリックプランナー：新徳丸、漫画：三浦とりの
| 巻 | 刊行年月   | 収録話数 | 収録エピソード | ISBN               |
| -- | ---------- | -------- | --- | ------------------ |
| 1  | 1997年10月 | 1〜7     | 「HOT&COOL」（全1回） 「死体もあるよコンビニは」（1〜6）                                                                       | ISBN 4-253-03426-8 |
| 2  | 1997年12月 | 8〜16    | 「死体もあるよコンビニは」（7） 「一二の三は一二三」（前後編） 「殺人強化ゼミナール」（1〜6）                                  | ISBN 4-253-03427-6 |
| 3  | 1998年02月 | 17〜25   | 「殺人強化ゼミナール」（7〜8） 「誘拐犯はポケベルで笑う」（1〜7）                                                              | ISBN 4-253-03428-4 |
| 4  | 1998年05月 | 26〜34   | 「誘拐犯はポケベルで笑う」（8〜10） 「爆弾魔はメルヘンで倒せ」（1〜4） 「足跡にご用心」（全1回） 「アリバイは舞台の上で」（1） | ISBN 4-253-03429-2 |
| 5  | 1998年07月 | 35〜43   | 「アリバイは舞台の上で」（2〜4） 「シュプールの果てに眠れ」（1〜6）                                                            | ISBN 4-253-03430-6 |
| 6  | 1998年09月 | 44〜52   | 「シュプールの果てに眠れ」（7〜8） 「ピザが好きな死体」（1〜5） 「ウェディングベルは弔いの鐘」（1〜2）                         | ISBN 4-253-03431-4 |
| 7  | 1998年11月 | 53〜61   | 「ウェディングベルは弔いの鐘」（3〜4） 「母に捧げる殺人バラード」（1〜7）                                                      | ISBN 4-253-03432-2 |